# Dan Chaid
Daniel "Dan" Chaid – amerykański zapaśnik walczący w stylu wolnym. Trzeci w Pucharze Świata w 1992. Mistrz świata juniorów w 1980 roku.
Zawodnik Gunderson High School z San Jose i University of Oklahoma. Cztery razy All American (1983 – 1986) w NCAA Division I, pierwszy w 1985 i drugi w 1986 roku.